# عماية (السوادية)

تعديل مصدري - تعديل

عماية هي إحدى قرى عزلة ال حسن بمديرية السوادية التابعة لمحافظة البيضاء، بلغ تعداد سكانها 426 نسمة حسب تعداد اليمن لعام 2004.